# Topolino e l'isola Neraperla
Topolino e l'isola Neraperla (The Isle of Moola-la) è una storia a fumetti della Walt Disney realizzata da Bill Walsh (testi) e Floyd Gottfredson (disegni), pubblicata in strisce giornaliere sui quotidiani statunitensi dal 21 aprile al 2 ottobre 1952.
In Italia è stata pubblicata per la prima volta sui numeri 48-51-52-53-54-55-56-57-58-59 di Topolino, in un periodo compreso tra il 10 agosto 1952 e il 25 gennaio 1953. Tale pubblicazione subì un singolare e inspiegabile ritardo: nonostante fosse iniziata la prima puntata sul n. 48, la storia riprese solo dal n. 51.

## Trama
Topolino, reduce dalla sua ultima avventura (narrata in Topolino e l'anello di Re Mida del 1952), deve pagare una tassa di 37 milioni di dollari al governo; tra le sue vecchie proprietà trova per caso la mappa di un tesoro di perle nere, nascosto nell'isola Neraperla (Moola-La); durante il viaggio verso la singolare isola, Mickey farà la conoscenza dell'enorme Mr. Klunch, suo primo compagno di cabina, e del singolare mago Khan-Doo, accompagnato dal suo koala Al. Anche se il mago si mostra in un primo momento un amico per Topolino, segretamente cerca di impadronirsi della sua mappa.
Dopo essere sbarcati ad Honolulu, Topolino sale su una barca, il cui equipaggio è agli ordini di Khan-Doo. Il mago cerca di costringere Topolino a cedergli la mappa, ma la nave viene presa d'assalto da una ciurma pirata comandata da Gambadilegno. Scoperto che Topolino possiede la mappa dell'isola, Pietro fa prigioniero sia lui che il mago e, raggiunta l'isola, lega Topolino ad un siluro e lo lancia contro l'isola.
Salvato dai pescatori dell'isola, Topolino fa la conoscenza con il re del posto, che gli illustra le abitudini degli abitanti del luogo. I pirati di Pietro provano ad attaccare l'isola, ma vengono respinti dalle difese naturali dell'isola. Con l'aiuto della testuggine Putipù, Topolino raggiunge le perle, ma viene attaccato da Pietro. Topolino riuscirà a salvarsi anche grazie all'aiuto di Khan-Doo, che è riuscito a sottomettere la ciurma di pirati.
Consegnati i pirati alla giustizia, Khan-Doo e Topolino si riappacificano, prima che il mago sparisca insieme ad Al.